# Eriopyga erythropis
Eriopyga erythropis là một loài bướm đêm trong họ Noctuidae.